# تلفزيون الصين المركزي CCTV-3
CCTV-3 هي القناة الثالثة التلفزيونية الوطنية لجمهورية الصين الشعبية. وهي قناة مختلفة للتسلية والفنون تنتمي إلى تلفزيون الصين المركزي (بالماندرين:中国中央电视台)، وهي واحدة من المؤسسات الحكومية الرسمية الصينية.

## التاريخ
إستكمالا لباقة قنواتها، قام التلفزيون الصيني بإضافة قناة ثالثة للتسلية والفنون سنة 1969.

## البرامج
تختص القناة في بث برامج فنية وترفيهية وإستعراضية خاصة الوطنية منها على مدار الساعة ويوجد بعض البرامج ذات نطاق اخباري عالمي ومن أهم هذه البرامج يوجد:
- 快乐驿站 : العالم يغني
- 乐中国行 : عروض كوميدية
- 文艺部特别节目 : برنامج أدبي

## مقالات ذات صلة
- تلفزيون الصين المركزي.
- مقر تلفزيون الصين المركزي.

## روابط خارجية
- الموقع الرسمي لقناة CCTV-3.